# Andrea Filser
Andrea Filser (25 marzo 1993) è un'ex sciatrice alpina tedesca.

## Biografia
Specialista delle prove tecniche attiva dal dicembre del 2008, Andrea Filser ha debuttato in Coppa Europa il 18 dicembre 2011 a Valtournenche in slalom gigante (47ª), in Coppa del Mondo il 10 novembre 2012 a Levi in slalom speciale, senza completare la gara, e ai Campionati mondiali a Cortina d'Ampezzo 2021, dove ha vinto la medaglia di bronzo nella gara a squadre e si è piazzata 20ª nello slalom gigante, 20ª nello slalom speciale e 11ª nello slalom parallelo; il 20 novembre 2022 ha conquistato a Levi in slalom speciale il miglior risultato in Coppa del Mondo (13ª) e ai Mondiali di Courchevel/Méribel 2023, sua ultima presenza iridata, è stata 32ª nello slalom speciale e 6ª nella gara a squadre. Ha preso per l'ultima volta il via in Coppa del Mondo il 16 gennaio 2024 a Flachau in slalom speciale, senza qualificarsi per la seconda manche, e si è ritirata al termine di quella stessa stagione 2023-2024: la sua ultima gara in carriera è stata lo slalom speciale dei Campionati tedeschi 2024, disputato il 23 marzo ad Axams e nel quale la Filser ha vinto la medaglia di bronzo. Non ha preso parte a rassegne olimpiche.

## Palmarès

### Mondiali
- 1 medaglia:
  - 1 bronzo (gara a squadre a Cortina d'Ampezzo 2021)

### Coppa del Mondo
- Miglior piazzamento in classifica generale: 73ª nel 2023

#### Coppa del Mondo - gare a squadre
- 1 podio:
  - 1 secondo posto

### Coppa Europa
- Miglior piazzamento in classifica generale: 32ª nel 2013

### Far East Cup
- Miglior piazzamento in classifica generale: 2ª nel 2020
- Vincitrice della classifica di slalom speciale nel 2020
- 2 podi:
  - 4 vittorie
  - 3 secondi posti

#### Far East Cup - vittorie
| Data             | Località   | Paese         | Specialità |
| ---------------- | ---------- | ------------- | ---------- |
| 7 febbraio 2020  | Yongpyong  | Corea del Sud | SL         |
| 12 febbraio 2020 | Bears Town | Corea del Sud | GS         |
| 13 febbraio 2020 | Bears Town | Corea del Sud | SL         |
| 14 febbraio 2020 | Bears Town | Corea del Sud | SL         |

Legenda:

GS = slalom gigante

SL = slalom speciale

### Campionati tedeschi
- 6 medaglie:
  - 2 ori (slalom speciale nel 2018; slalom gigante nel 2021)
  - 4 bronzi (slalom speciale nel 2012; slalom speciale nel 2021; slalom speciale nel 2023; slalom speciale nel 2024)